# 774 (szám)
A 774 (római számmal: DCCLXXIV) egy természetes szám.

## A szám a matematikában
A tízes számrendszerbeli 774-es a kettes számrendszerben 1100000110, a nyolcas számrendszerben 1406, a tizenhatos számrendszerben 306 alakban írható fel.
A 774 páros szám, összetett szám, nontóciens szám, Harshad-szám. Kanonikus alakban a 21 · 32 · 431 szorzattal, normálalakban a 7,74 · 102 szorzattal írható fel. Tizenkét osztója van a természetes számok halmazán, ezek növekvő sorrendben: 1, 2, 3, 6, 9, 18, 43, 86, 129, 258, 387 és 774.